# Arturo Reque Meruvia
Arturo Reque Meruvia (Cochabamba, Bolivia, 11 de febrero de 1906 – Madrid, España, 17 de febrero 1969) fue un pintor boliviano del siglo XX. Cultivó todas las técnicas figurativas, desde el grabado al óleo, pasando por la acuarela y la pintura mural. Es el referente de la pintura indigenista boliviana de mediados del siglo XX.

## Vida y obra
Su formación académica comienza en la Escuela de Bellas Artes de Buenos Aires, en la que cursará estudios a lo largo de dos años. En 1929 viajará a España gracias a una beca por la Real Academia de San Fernando, en la que estudiará grabado, especialidad en la que se graduará tras cuatro años de aprendizaje.
En 1931 expone en el Círculo de Bellas Artes de Madrid, en París y en los salones de la Mutualidad de Estudiantes de Buenos Aires una colección de grabados de motivación indigenista en la que se puede observar la influencia de los grabados de Goya, Doré y Delacroix.
En 1933 interviene en la Guerra del Chaco entre Bolivia y Paraguay como corresponsal de guerra. Los bocetos, óleos, grabados y acuarelas que realiza durante esa contienda se exponen en diversas galerías de arte de diversas capitales europeas y americanas mientras que el periódico inglés The Illustrated London News publica la información gráfica de aquella guerra: Nanawa, Gondra, Alihuata, Campo Jordan, Villamontes y otros frentes bélicos. Tres de estos grabados forman parte del catálogo De la guerra. Fatales consecuencias, horrores y desastres editado por la Fundación Museo del Grabado Español Contemporáneo de Marbella, junio de 2008.
En 1935, finalizada la guerra, regresa a España para terminar sus estudios. Al año siguiente, el comienzo de la Guerra Civil Española le sorprende en Madrid. Viaja a París en donde es contratado como reportero gráfico por el mismo periódico para el que cubrió la Guerra del Chaco y por las publicaciones españolas Fotos y ABC, firmando su obra con el seudónimo Kemer, formado por la última sílaba de su primer apellido y la primera del segundo. La mayor parte de esta obra se encuentra en el Archivo Militar de Ávila que ha editado un CD conocido como Láminas de Kemer.
Entre 1939 y 1946 viaja exponiendo su obra por diferentes capitales sudamericanas exponiendo su obra y comienza la ejecución de grandes lienzos de motivación histórica como Los Trece la Fama, Descubrimiento del río Choqueyapu, La tea de Murillo, La heroínas de la Coronilla o Batalla de Aroma.
En 1946 el gobierno español le encarga realizar murales para el Valle de los Caídos. Dedica, en su estudio de Díaz Zorita de Madrid, un año para ejecutar los bocetos que finalmente no fueron aceptados por el impedimento que suponía su nacionalidad boliviana. En esa época ejecuta el mural denominado Cruzados del siglo XX. 
Realiza murales para la decoración del ábside de la Iglesia de San Francisco de Asís, y el frontis de la de San Juan de la Cruz, de Madrid
Por su labor artística se le se le nombró caballero de la Orden de Isabel la Católica y se le concedió la cruz de la Orden de Cisneros y la cruz de la Orden de Alfonso X el Sabio. En 1952 se le otorga la medalla de plata de la Bienal Hispanoamericana celebrada en Madrid. Comienza a realiza múltiples exposiciones a través de Europa y América.
En 1950 acude a la Exposición Nacional de Bellas Artes, obteniendo una Tercera Medalla en la sección de grabado con una punta seca titulada "Idilio indio". Hoy en la colección de la Calcografia Nacional.
A partir de 1954 decide pasar los meses de verano en Marbella, en el caserón de Doña Elvira (hoy día Hotel El Fuerte). Allí instala un estudio de pintor donde lleva a cabo muchos de los bocetos de sus grandes murales religiosos. Son de esta época la decoración del frontispicio de la iglesia de San Juan de la Cruz, de los ábsides de la iglesia de San Francisco de Asís y de la iglesia católica Saint Edward and Peter´s Curch en Londres, y los bocetos para la Iglesia Our Ladie´s Victory. También pinta algunos cuadros al óleo sobre Marbella que expone en los salones de la Caja de Ahorros de Málaga en 1958.
Arturo Reque Meruvia fallece en Madrid en 1969, meses antes de acabar su último mural Esencia y presencia de Cochabamba.
En 1997 se presentó una exposición antológica de su obra en la Facultad de Medicina de la Universidad Autónoma de Madrid.